# Лука Бальдіні
Лука Бальдіні (італ. Luca Baldini; нар. 10 жовтня 1976, Мессіна, Сицилія, Італія) — італійський плавець.
Чемпіон світу з водних видів спорту 2001, 2002 років, призер 1998 року.
Чемпіон Європи з водних видів спорту 2000, 2002 років, призер 1997 року.